# ロサイス
ロサイス（英語: Rosyth, [rəˈsaɪθ] ( 音声ファイル), スコットランド・ゲール語: Ros Fhìobh）は、スコットランドの行政区画であるファイフに人口15,000人ほどのタウンである。古くはロシスとも表記されていた。フォース湾に面し、南4.8キロメートルの位置にはダンファームリンがある。

## 歴史
1909年、イギリス海軍造船所の建設が開始された。それは、建設中に埋立地も造成され、1,300エーカー（5キロ2）の規模となった。ロサイス造船所の建設に併せ、1915年にロサイスには田園都市が建設された。ダンファームリンのロイヤル・バーグ（自治領、Royal Burgh）を作るため、現代的都市と港が造られた。造船所は第一次世界大戦と第二次世界大戦において、軍艦の修理や解体を行った。1997年にロサイス造船所はバブコック・インターナショナルが買い取った。
バブコックはアメリカのバブコック・アンド・ウィルコックスの下で支社として水管式ボイラーなどの製造を行っていたが、1891年4月9日にバブコック・アンド・ウィルコックスLtdとして独立し、最初の取締役ウィリアム・アロルを迎え入れた。

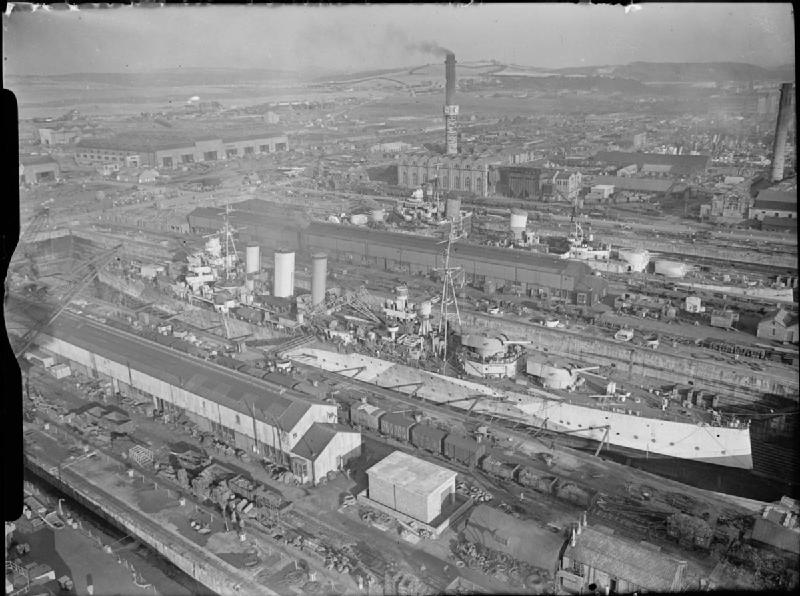
第二次世界大戦中ロサイスで修理中の巡洋艦ベリック、リヴァプール

1913年にロサイス造船所の蒸気発電所に入札して建設を獲得して以来、造船所との関わりを持つようになった。1994年にソーン EMIが保有するロサイス造船所の株式35パーセントを購入したが、冷戦の緊張から1987年にバブコック・ソーンによる造船所の共同運営は国の管理化に置かれ、請負業務となった。冷戦において戦略的に重要な原子力潜水艦の施設が整えられ、イギリスの国防に貢献した。
冷戦終結と世界的なM&Aの加速により、イギリスの造船所と関連する施設の再編が進み、1993年に国防省はロサイス造船所を含む民営化計画を発表し、唯一入札に応じたバブコックが2,100万ポンドを掲示した。交渉の末、1997年1月に正式にバブコックが所有権を取り戻した。これはイギリス初となる国有造船所の民営化となった。
2003年に造船所は、原子力潜水艦の修理業務を終えた。その後、退役した原子力潜水艦の原子炉などを抜き取り、レベルの低くなった放射性廃棄物の保管用地となっている。廃棄処分施設の建設がデヴォンポート海軍基地とともに候補となったが、ロサイスでの建設は見込みが薄く、すでに再開発のため一部の施設を売却している。原子力潜水艦7隻がロサイスに保管されており、国防省は費用を理由に退役を延期していたが、2016年から低レベル放射性廃棄物を含む解体が開始された。2023年10月、こうした低レベル放射性廃棄物の処理を含む第一段階はスウィフトシュア、レゾリューション、リベンジ、リパルスの4つの潜水艦で完了し、最初に作業が始まったスウィフトシュアは2026年頃に全工程が終了する予定であると発表した。
最新空母HMSクイーン・エリザベス (満載排水量6万7千トン） が国内4ヵ所で建造され、ロサイスで最終組立し、2017年12月に就役。

## 再開発
2016年にスカボロー・ミュア・グループによってロサイスの大規模な再開発事業ロサイス・ウォーターフロント開発計画が提案された。当初、ファイフ地方議会はこれを拒否した。しかし、造船所を維持したまま、クライドバンクにおける持続可能な経済成長を目的としたグリーン・フリーポート（スコットランドのフリーポート）が2022年10月10日に議会で承認された。これには洋上風力発電、低炭素エネルギー発電の建設、道路や鉄道などインフラ整備と物流の改善、フォース湾を横断してロサイスとクイーンズフェリーを結ぶフェリーの施設、関連整備などが含まれ、約150ヘクタール（1.5km2）の敷地が使用される。これらが完成すれば、10億ポンドの投資と約7,000人の新たな雇用が発生するとしている。

## 地理
ロサイスはM90モーターウェイを隔てて、インバーカイシン (Inverkeithing) がほど近くにある。また、エディンバラがおよそ北西19キロメートルにある。一時的に停止することもあるが、港はヨーロッパ大陸ブルッヘとスコットランドを結ぶ唯一のフェリーが運航されており、2009年5月に運航が再開される。鉄道はファイフ・サークル・ラインが運行されており、ロサイス駅がある。

## 政治
ロサイスにはダンファームリン・アンド・ウェスト・ファイフ・ウエストミンスターとダンファームリン・ウェスト・スコティッシュ・パーラメントの2つの選挙区があり、双方ともスコティッシュ自由民主党の議員が選出されている。また、ファイフ・カウンシル（州議会）に議会代表をスコティッシュ自由民主党、スコットランド国民党、労働党の3名選出している。